# Trichomyia divaricata
Trichomyia divaricata är en tvåvingeart som beskrevs av Duckhouse 1978. Trichomyia divaricata ingår i släktet Trichomyia och familjen fjärilsmyggor. Inga underarter finns listade i Catalogue of Life.